# ヘヴン17
ヘヴン17（Heaven 17）は、1980年代初頭にイギリスで結成されたシンセポップ・バンド。
ヒューマン・リーグを脱退したマーティン・ウェアーとイアン・クレイグ・マーシュが、並行して活動していたB.E.F.（British Electric Foundation）プロジェクトでボーカルを務めたグレン・グレゴリーを誘い結成した。名前の由来は、小説『時計じかけのオレンジ』の一節から取られている。「Temptation」（1983年）などのヒット曲を持つ。
1988年に解散しているが、1996年に活動を再開している。
活動主体はB.E.F.で、ヘヴン17はその中でグレゴリーというボーカリストを得て自分たちの音楽を表現する際に使う名称、という意味合いのことがウェアーなどから述べられたこともある。B.E.F.との活動境界は比較的曖昧で、上記のようにB.E.F.にグレゴリーが参加することもあり、その場合はB.E.F.のゲストという立場を取る。
特に初期のヘヴン17に於いて、B.E.F.はグループのプロデューサーとしての立場も担う。プロデューサー・チームとしてのB.E.F.はティナ・ターナーの復帰シングル「Let's Stay Together」（1983年）や、ソロ・デビュー当時のテレンス・トレント・ダービー、実質グリーン・ガートサイドのソロ・プロジェクトとなったスクリッティ・ポリッティ（及びグリーンのソロも含む）などをプロデュースしたことでも知られるほか、B.E.F.名義で多くのゲストシンガーを用いてカヴァー・アルバムをリリースしたことが3度（1982年、1991年、2013年）ある。
サウンドは、いわゆるシンセポップが主体だが、ギター、エレキベース、（打ち込みでない）ドラム、（シンセサイザーで代用しない）ブラス・セクションなども（特に活動後期になるに従って）用いることがあり、ロック的アプローチを取ることもある。

## メンバー
通常、ヘヴン17という名称は、以下の3人のユニットとしてとらえられる。
- マーティン・ウェアー
- イアン・クレイグ・マーシュ
- グレン・グレゴリー

## ディスコグラフィ

### スタジオ・アルバム
- 『ペントハウス・アンド・ペイヴメント』 - Penthouse and Pavement (1981年)
- 『ザ・ラクシャリー・ギャップ』 - The Luxury Gap (1983年)
- 『薔薇のダンディズム』 - How Men Are (1984年)
- 『プレジャー・ワン』 - Pleasure One (1986年)
- 『テディ・ベア、デューク、サイコ』 - Teddy Bear, Duke & Psycho (1988年)
- 『ビガー・ザン・アメリカ』 - Bigger Than America (1996年)
- Before After (2005年)
- Naked as Advertised (2008年)

### ライブ・アルバム
- How Live Is (1999年)
- Live at Scala, London (2006年)
- Live From Metropolis Studios (2013年)
- Live at the Jazz Cafe, 2015 (2015年)

### コンピレーション・アルバム
- Heaven 17 (1982年)
- 『エンドレス - ノン・ストップ・メガミックス・ヒッツ!』 - Endless (1986年)
- The Best of Heaven 17 (1992年)
- 『高揚〜ベスト・オブ・ヘヴン17』 - Higher and Higher – The Best of Heaven 17 (1993年)
- 16 Classic Tracks (1996年)
- Heaven 17 (2000年)
- We Blame Love (2001年)
- Heaven 17 (2005年)
- Greatest Hits (2006年)
- So80s Presents Heaven 17 (2011年)
- Play To Win: The Very Best Of Heaven 17 (2012年)
- Another Big Idea (1996-2015) (2020年)